# Setodes furcatus
Setodes furcatus är en nattsländeart som beskrevs av Navás 1932. Setodes furcatus ingår i släktet Setodes och familjen långhornssländor. Inga underarter finns listade i Catalogue of Life.